# Den tyranniske fästmannen
Den tyranniske fästmannen är en svensk dramafilm från 1912 i regi av Mauritz Stiller. 

## Handling
Elias och Naemi är förlovade, men han behandlar henne illa. En dag kommer en kvinnorättskämpe på besök och får Naemi att inse att Elias behandlar henne på ett felaktigt sätt.

## Om filmen
Filmen premiärvisades 30 december 1912 på biograferna Röda Kvarn och Fenix i Stockholm. Som förlaga har man den finländska författaren Gustaf von Numers pjäs Bakom Kuopio från 1890. Pjäsen premiärvisades i Sverige 29 mars 1911 på Lilla Teatern i Stockholm. 
Inspelningen av filmen skedde vid Svenska Biografteaterns ateljé och dess omgivningar på Lidingö av Julius Jaenzon. Stiller hade regisserat föreställningen på teatern och spelade själv huvudrollen pastorsadjunkten Elias Jussilainen, även Ester Julin hade gjort samma roll i pjäsen som hon gör i filmen. 
Slutet av filmen ändrades mot originalpjäsen, och man använde sig av pjäsen Pastor Jussilainen som är en fortsättning av Bakom Kuopio.

## Rollista i urval
- Mauritz Stiller - Elias Pettersson, vikarierande pastorsadjunkt
- Ester Julin - Naemi, hans fästmö, dotter till prosten
- Mabel Norrie - Lilli, förlovad med prostens son Anders
- Jenny Tschernichin-Larsson - Prostinnan
- Stina Berg - Pigan
- Agda Helin - åhörare